# Dimos Glyfada
Dimos Glyfada (Glyfada) är en kommun i Grekland.   Den ligger i prefekturen Nomarchía Athínas och regionen Attika, i den sydöstra delen av landet, 12 km söder om huvudstaden Aten. Antalet invånare är 87 305.